# Cneo Domicio Enobarbo (cónsul 122 a. C.)
Cneo o Gneo Domicio Enobarbo  fue un militar romano del siglo II a. C. que ocupó el consulado en el año 122 a. C.

## Carrera militar
Hijo del cónsul del año 162 a. C. Cneo Domicio Enobarbo; fue elegido cónsul en 122 a. C. junto con Cayo Fannio, y enviado a la Galia a luchar contra los alóbroges, que habían recibido al rey de los saluvios, Teutomalio, enemigo de Roma, el cual había devastado el país de los eduos, estos últimos aliados romanos.
En el año 121 a. C. derrotó a los alóbroges y a un aliado suyo, Bituito, rey de los arvernos, cerca de Vindalum o Vindalium, en la confluencia del río Sulga con el Ródano, batalla que ganó sobre todo debido al terror que causaron los elefantes entre los galos.
Posteriormente, Enobarbo prosigue su marcha, bordeando el pie de las Cevenas, manteniendo a raya a las tribus celtas, que se retiran a las montañas, y jalonando así la frontera de la nueva provincia gala, la futura Galia Narbonense. En conmemoración con estas hazañas, erigió monumentos recordatorios y fue en procesión por la provincia subido a un elefante.

## Retorno a Roma
En el año 120 a. C. recibió los honores del triunfo en Roma. Fue censor en 115 a. C. junto con Lucio Cecilio Metelo Diademato y expulsó a treinta y dos personas del Senado.
Fue también pontífice, y construyó la Vía Domitia en la Galia.

## Consecuencias políticas
En la nueva colonia romana de Narbo Martius (actual Narbona), se instalaron los veteranos del ejército de Cneo Domicio Enobarbo, pero también numerosos elementos de la plebe romana, que por entonces estaban perdiendo los lotes de tierra del ager publicus que habían conseguido con Cayo Sempronio Graco, ya que los terratenientes los estaban recuperando. La consecuencia fue que la Galia en vías de helenización a través de Massilia, se vio sustituida por una Galia totalmente romanizada a la larga.